# Rita Kühne
Rita Kühne   (Dresden, 5 de gener de 1947), coneguda també amb el nom de casada Rita Andrich i Rita Schiemann, va ser una atleta alemanya, especialista en els 400 metres, que va competir per la República Democràtica Alemanya, durant les dècades de 1960 i 1970.
El 1972 va prendre part en els Jocs Olímpics de Múnic, on va guanyar la medalla d'or en la prova dels 4x400 metres relleus del programa d'atletisme. Formà equip amb Dagmar Käsling, Helga Seidler i Monika Zehrt, les quals milloraren en dues ocasions el rècord del món de l'especialitat.
En el seu palmarès també destaca una medalla d'or en els 4x400 metres relleus del Campionat d'Europa d'atletisme de 1971 i sis títols nacionals de 4x400 metres relleus (1969 a 1973 i 1975) i cinc dels 400 metres indoor (1966 a 1969 i 1971).

## Millors marques
- 400 metres. 51.01" (1976)[2][1]